# Robert Jackson (giocatore di football americano)
Robert Lee Jackson (Houston, 7 agosto 1954) è un ex giocatore di football americano statunitense che ha militato nel ruolo di linebacker nella National Football League (NFL).

## Carriera
Al college Jackson giocò a football a Texas A&M, venendo premiato unanimemente come All-American. Fu scelto come diciassettesimo assoluto nel Draft NFL 1977 dai Cleveland Browns. Saltò interamente la sua stagione da rookie a causa di infortunio a un ginocchio subito in pre-stagione. Un altro infortunio al ginocchio lo subì nella pre-stagione 1978 ma riuscì a disputare 14 partite quell'anno. Fu stabilmente titolare nel 1980 e 1981, scendendo in campo come partente in 14 partite in entrambe le stagioni. Nel 1981 il capo-allenatore dei Cincinnati Bengals Forrest Gregg definì Jackson il giocatore più scorretto della NFL.
Nell'aprile 1982 Jackson fu scambiato con i Denver Broncos ma fu svincolato prima dell'inizio della stagione regolare. Quel settembre firmò così con gli Atlanta Falcons. Con essi disputò le ultime cinque partite della carriera.